# NGC 1704
NGC 1704 (другое обозначение — ESO 56-SC9) — рассеянное скопление в созвездии Золотой Рыбы, расположенное в Большом Магеллановом Облаке. Открыто Джеймсом Данлопом в 1826 году. Описание Дрейера: «тусклый, довольно маленький, немного вытянутый объект, пёстрый, но детали неразличимы». 
Возраст скопления составляет порядка 30 миллионов лет, его металличность в 4 раза меньше солнечной.
Этот объект входит в число перечисленных в оригинальной редакции «Нового общего каталога».